# اعتراف (قانون)
اِعتراف در ادله اثبات دعوی اعتراف عبارت است از اظهارات مظنون به جرمی که برای آن شخص نامطلوب باشد.